# Four Lakes
Four Lakes az Amerikai Egyesült Államok északnyugati részén, Washington állam Spokane megyéjében elhelyezkedő statisztikai település. A 2010. évi népszámlálási adatok alapján 512 lakosa van.

## A Four Lakes-i csata
A mai Four Lakes volt az 1858. szeptember 1-jén zajló Four Lakes-i csata helyszíne; a harc a Coeur d’Alane, szpokén, palúsz és északi paiute indiánok ellen vívott háború utolsó csatája volt. A harcok a jakima háborúval kezdődtek, amikor indián törzsek szárazföldi támadásokat indítottak a katonák ellen; erre válaszul a szpokén-Coeur d’Alane-palúsz háborúban Newman S. Clarke tábornok George Wright ezredes vezetésével csapatokat küldött az őslakosok ellen. Wright jól fegyverkezett katonái Kamiakin törzsfőnök csapatát négy nap alatt a mai Four Lakes-ig szorították vissza; az indiánok a harcok végén megadták magukat. A Wright ezredes által összehívott tanács vezette békekötésre 1858. szeptember 23-án került sor a Latah patak mentén; a háború végén az indiánokat rezervátumokba kényszerítették. Wright ezredes a harcok során egyetlen katonát sem vesztett. 1935-ben a Spokane County Pioneer Society a harcokra utaló emlékművet emelt, melynek információtartalma vitatott. Az emlékmű szerint Wright tábornok 500 katonája 7000 indiánnal csapott össze; azonban a történészek szerint az amerikai csapatok 500 katonájával és 200 hajcsárával szemben 500 őslakos csatázott. A háború után Kamiakin törzsfőnök Kanadába menekült. A Four Lakes-i csatát Spokane-síki csataként is említik, mivel a harcok a Spokane és Cheney közti síkságra is kiterjedtek.

## Éghajlat
| Hónap                         | Jan.  | Feb.  | Már.  | Ápr.  | Máj. | Jún. | Júl. | Aug. | Szep. | Okt.  | Nov.  | Dec.  | Év    |
| ----------------------------- | ----- | ----- | ----- | ----- | ---- | ---- | ---- | ---- | ----- | ----- | ----- | ----- | ----- |
| Rekord max. hőmérséklet (°C)  | 16,7  | 17,2  | 22,8  | 32,2  | 35,6 | 41,1 | 42,2 | 42,2 | 36,7  | 30,6  | 20,6  | 15,6  | 42,2  |
| Átlagos max. hőmérséklet (°C) | 1,1   | 4,4   | 9,4   | 13,9  | 19,4 | 23,3 | 28,3 | 28,3 | 22,8  | 14,4  | 5,6   | 0,0   | 14,3  |
| Átlagos min. hőmérséklet (°C) | −3,9  | −3,3  | 0,0   | 2,8   | 6,7  | 10,0 | 13,3 | 13,3 | 8,3   | 2,8   | −1,1  | −5,0  | 3,7   |
| Rekord min. hőmérséklet (°C)  | −34,4 | −31,1 | −23,3 | −10,0 | −4,4 | 0,6  | 2,8  | 1,7  | −5,6  | −13,9 | −29,4 | −31,7 | −34,4 |
| Átl. csapadékmennyiség (mm)   | 45    | 35    | 41    | 33    | 41   | 32   | 16   | 15   | 17    | 30    | 58    | 58    | 421   |
| Forrás: The Weather Channel   |       |       |       |       |      |      |      |      |       |       |       |       |       |

## Népesség
A 2010-es népszámláláskor  512 lakója, 209 háztartása és 141 családja volt. A népsűrűség 58,6 fő/km2. A lakóegységek száma 234, sűrűségük 26,8 db/km2. A lakosok 92,4%-a fehér, 0,2%-a afroamerikai, 1,2%-a indián, 1,2%-a ázsiai,  0,8%-a egyéb, 4,3%-a pedig kettő vagy több etnikumú. A spanyol vagy latino származásúak aránya 2,1% (1,8% mexikói,   0,4% egyéb spanyol vagy latino származású.)
A háztartások 23%-ában élt 18 évnél fiatalabb. 48,8% házas, 11% egyedülálló nő, 7,7% egyedülálló férfi, 32,5% pedig nem család. 24,9% egyedül élt; 8,1%-uk 65 éves vagy idősebb. Egy háztartásban átlagosan 2,45 személy élt; a családok átlagmérete 2,9 fő.
A medián életkor 42,4 év volt. Lakóinak 20,5%-a 18 évesnél fiatalabb, 8,2% 18 és 24 év közötti, 23,1%-uk 25 és 44 év közötti, 31,9%-uk 45 és 64 év közötti, 15%-uk pedig 65 éves vagy idősebb. A lakosok 52,5%-a férfi, 47,5%-a pedig nő.

## Fordítás
Ez a szócikk részben vagy egészben  a   Four Lakes, Washington című angol Wikipédia-szócikk ezen változatának fordításán alapul.  Az eredeti cikk szerkesztőit annak laptörténete sorolja fel. Ez a jelzés csupán a megfogalmazás eredetét és a szerzői jogokat jelzi, nem szolgál a cikkben szereplő információk forrásmegjelöléseként.